# Sólo en la Tierra
Sólo en la Tierra es un largometraje documental dirigido por la directora y artista danesa Robin Petré. Es una coproducción danesa y española, finalizada en 2025. Only on Earth tendrá su estreno mundial en la sección Generation Kplus del 75º Festival Internacional de Cine de Berlín, donde se estrenará mundialmente el 15 de febrero de 2025.

## Descripción
Sólo en la Tierra es un viaje envolvente y visualmente impactante al sur de Galicia, una de las zonas de incendios forestales más vulnerables de Europa, donde los caballos salvajes han controlado la maleza inflamable durante siglos bajo la vigilancia de los vaqueros locales. La película se desarrolla durante el verano más caluroso jamás registrado en la región, con humanos y animales luchando por igual para hacer frente a incendios inextinguibles que se acercan.

## Apariciones
- Xan el bombero
- Eva la veterinaria
- Cristina granjera y apaga incendios
- Pedro un vaquero de 10 años

## Producción
Sólo en la Tierra es una producción de Hansen & Pedersen y Polar Star Films, en coproducción con HBO. La película está dirigida por el director y artista danés Robin Petré.

## Estreno
Only on Earth se estrenará mundialmente el 15 de febrero de 2025, en el marco de la 75ª edición del Festival Internacional de Cine de Berlín, en la sección Generation Kplus. Autlook Filmsales posee los derechos de venta internacional de la película.

## Premios
| Premio                                   | Fecha                 | Categoria                                        | Destinatario  | Resultado | Referencia   |
| ---------------------------------------- | --------------------- | ------------------------------------------------ | ------------- | --------- | ------------ |
| CPH:FORUM                                | 24 de marzo de 2023   | Premio Eurimages al desarrollo de coproducciones | Only on Earth | Ganador   | [ 8 ]        |
| Festival Internacional de Cine de Berlín | 23 de febrero de 2025 | Gran premio a la mejor película                  | Robin Petré   | Nominado  | [ 9 ] [ 10 ] |
| Festival Internacional de Cine de Berlín | 23 de febrero de 2025 | Premio Berlinale de cine documental              | Robin Petré   | Nominado  | [ 11 ]       |

## Links externos
- Web oficial
- Sólo en la Tierra en IMDb
- Sólo en la Tierra en Hansen & Pedersen
- Sólo en la Tierra en Berlinale